# Classe Saint-Louis
A Classe Saint-Louis foi um classe de cruzadores pesados planejada para a Marinha Nacional Francesa, composta pelo Saint-Louis, Henri IV, Charlemagne, Brennus, Charles Martel e Vercingetorix. O desenvolvimento de novos navios foi iniciado em meados de 1939 e propelido pela expiração dos vários tratados internacionais de limitação de armamento naval em 1946, além do crescimento da Alemanha como uma potencial segunda ameaça naval contra a França ao lado da Itália.
O projeto foi baseado nos cruzadores rápidos da Classe De Grasse e seriam armados com nove canhões de 203 milímetros em três torres de artilharia triplas, mais uma bateria antiaérea numerosa. Duas variantes foram consideradas: uma com e outra sem instalações para operar hidroaviões. O início da Segunda Guerra Mundial fez o projeto crescer em tamanho, porém vários detalhes ainda não tinham sido definidos na época da derrota da França em junho 1940, o que encerrou o projeto.